# Haus zur Schwarzen Muttergottes

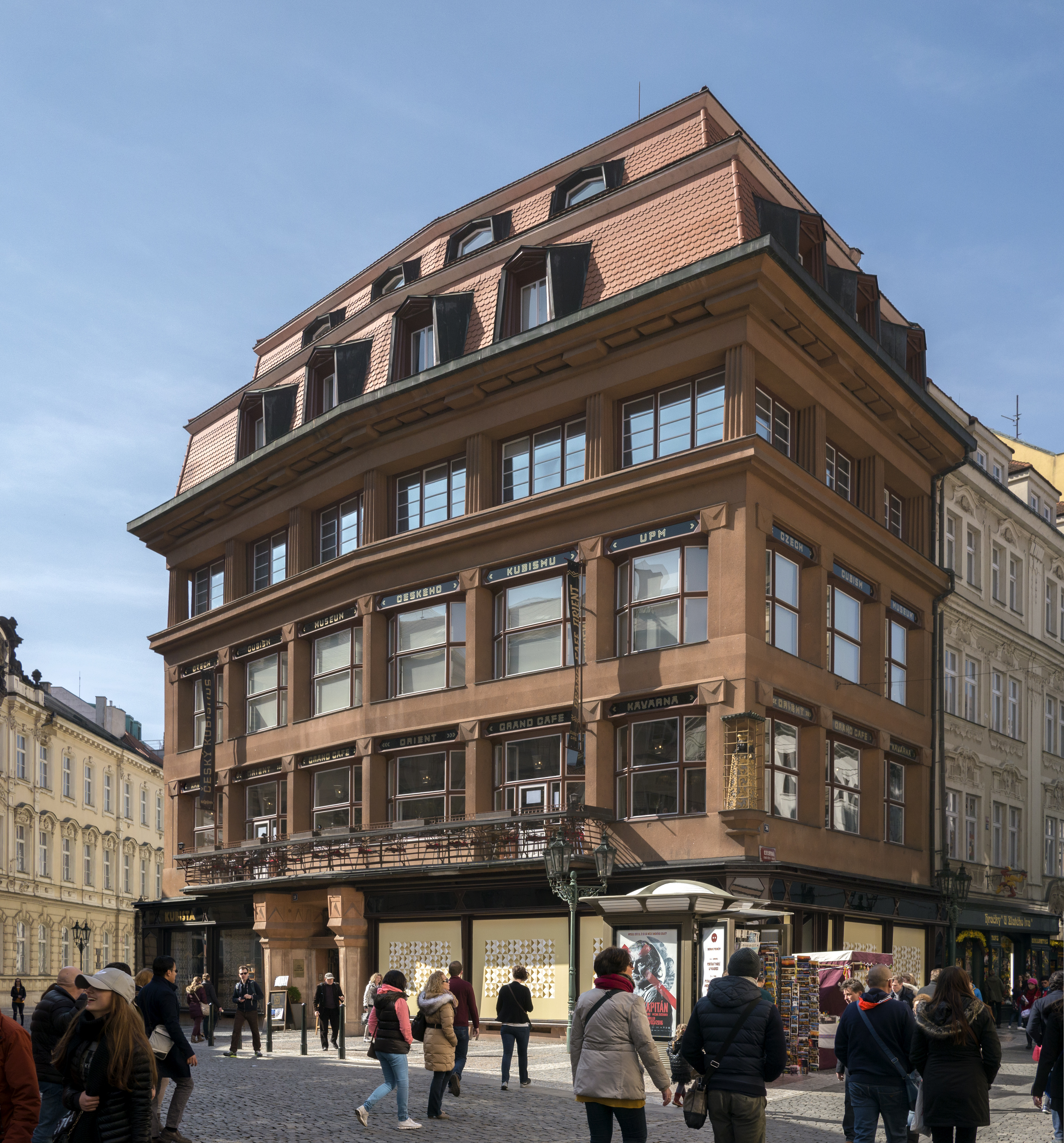
Fassade des Hauses zur Schwarzen Muttergottes

Das Haus zur Schwarzen Muttergottes (tschechisch: Dům U Černé Matky Boží) ist ein kubistischer Bau in der Prager Altstadt. Es ist nach einer kleinen Statue einer Schwarzen Madonna benannt, die schon das Hauszeichen des barocken Vorgängerbaus war. Die Statue befindet sich an der rechten Ecke des Gebäudes, das an der Kreuzung zwischen der Zeltnergasse (Celetná) und dem Obstmarkt (Ovocný trh) steht.
Das Haus wurde in den Jahren 1910 und 1911 nach den Plänen des Architekten Josef Gočár als Kaufhaus erbaut und ist eines der Beispiele, wie tschechische Architekten den Kubismus adaptierten, der ja eine Stilrichtung der Malerei ist. Merkmale sind die Dominanz der Fläche und die an einen Kubus erinnernden klaren Kanten.
Von 1993 bis 1994 wurde das Haus komplett erneuert und der Originalzustand rekonstruiert. Von 1994 bis 2002 befand sich hier eine Dauerausstellung zum Kubismus als Stil, der alle Lebensbereiche umfasst. Zum Beispiel wurde ein kubistisches Sofa von Gočár gezeigt. Von 2003 bis 2012 betrieb die Nationalgalerie Prag hier das Tschechische Kubismus-Museum. Im ersten Stock befindet sich das Grand Café Orient, dessen originale Einrichtung 2005 wiederhergestellt wurde.
2010 wurde das Bauwerk zum Nationalen Kulturdenkmal erklärt. 2015 erneuerte das Prager Kunstgewerbemuseum die Kubismus-Ausstellung. Gezeigt werden repräsentative Möbel von Pavel Janák, Josef Gočár, Vlastislav Hofman, Geschirr und Einrichtungsgegenstände, sowie eine Auswahl kubistischer Gemälde von Emil Filla, Bohumil Kubišta, Josef Čapek und anderen.

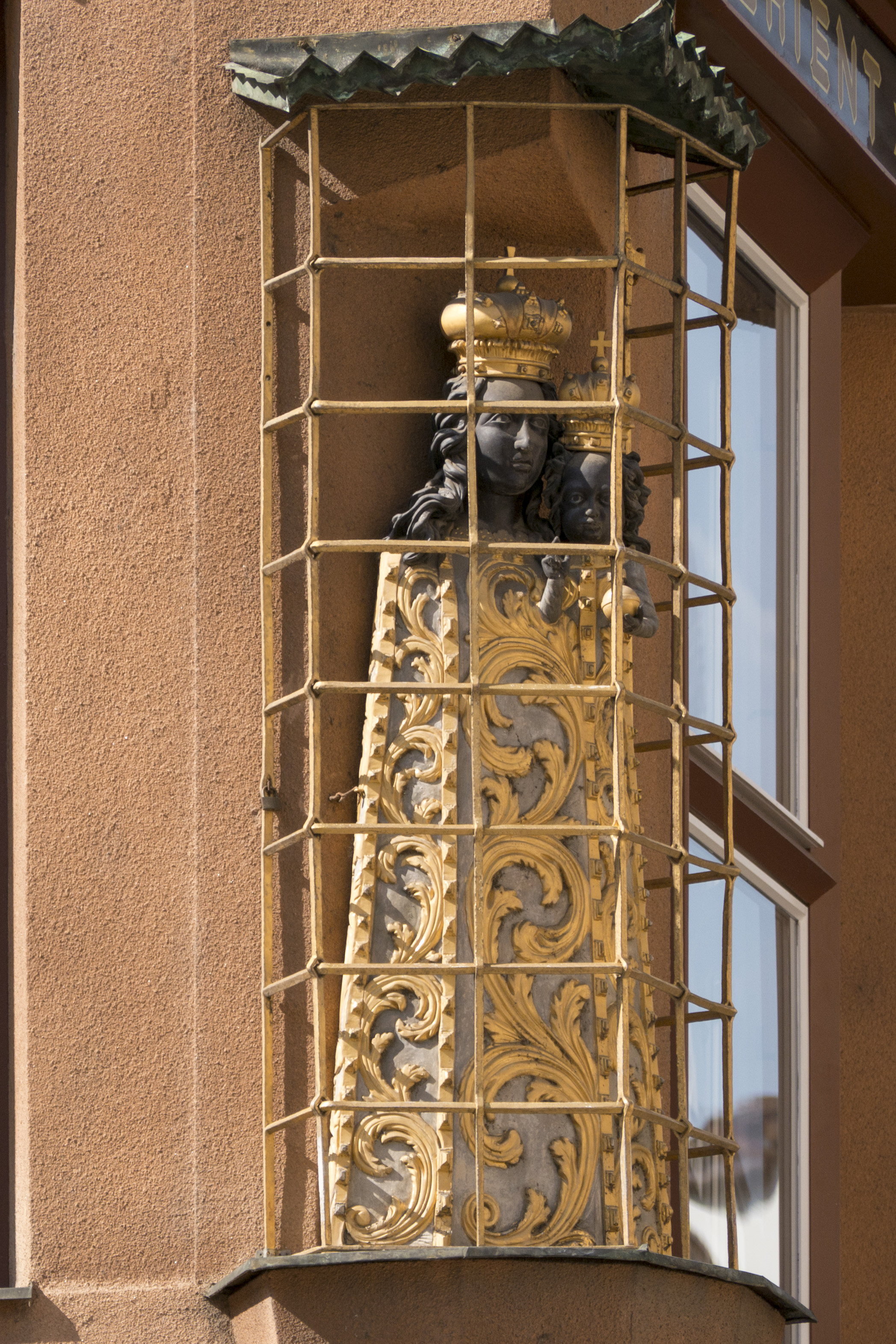
Die Marienstatue an der Ecke
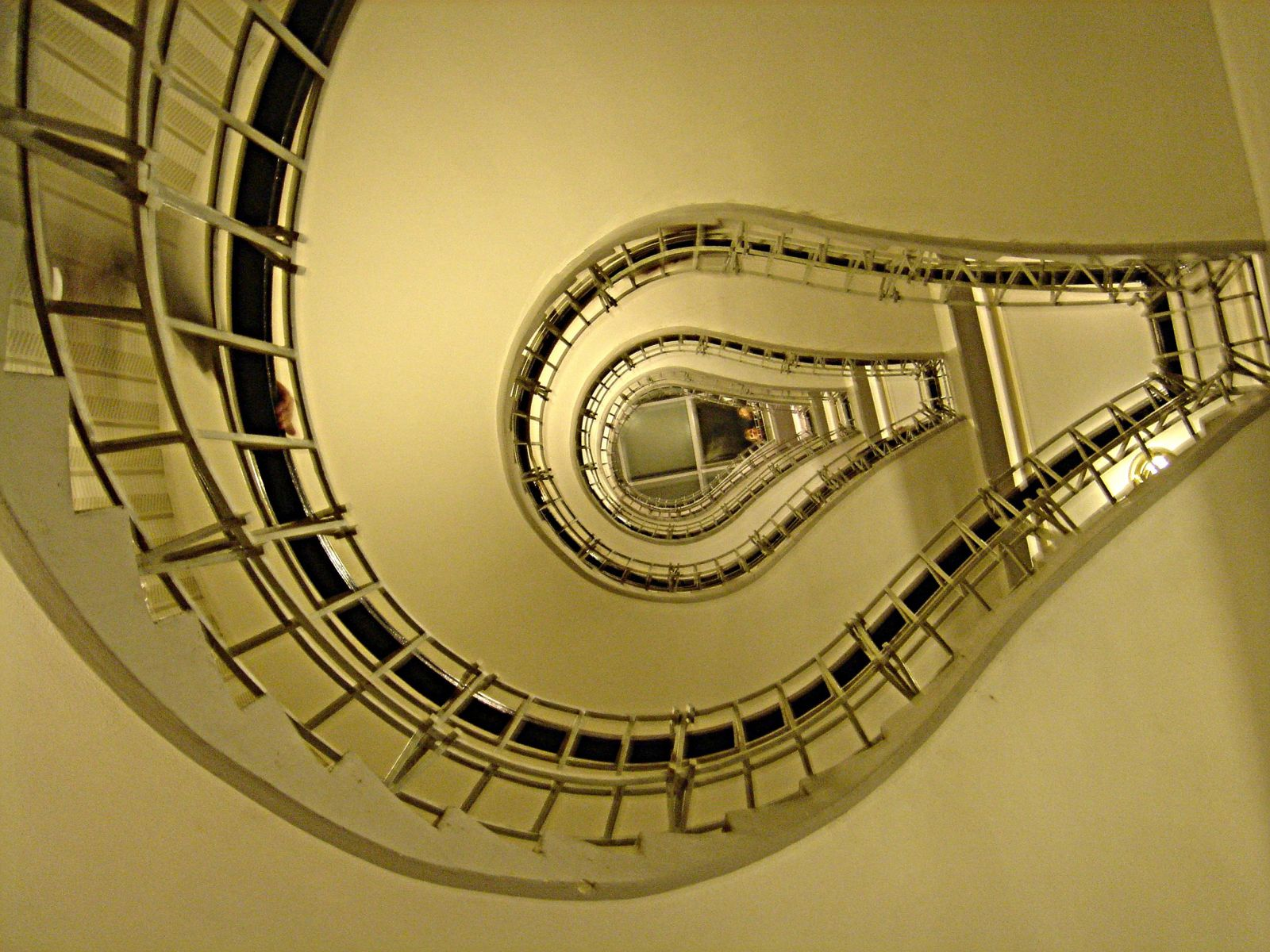
Stiegenhaus von unten
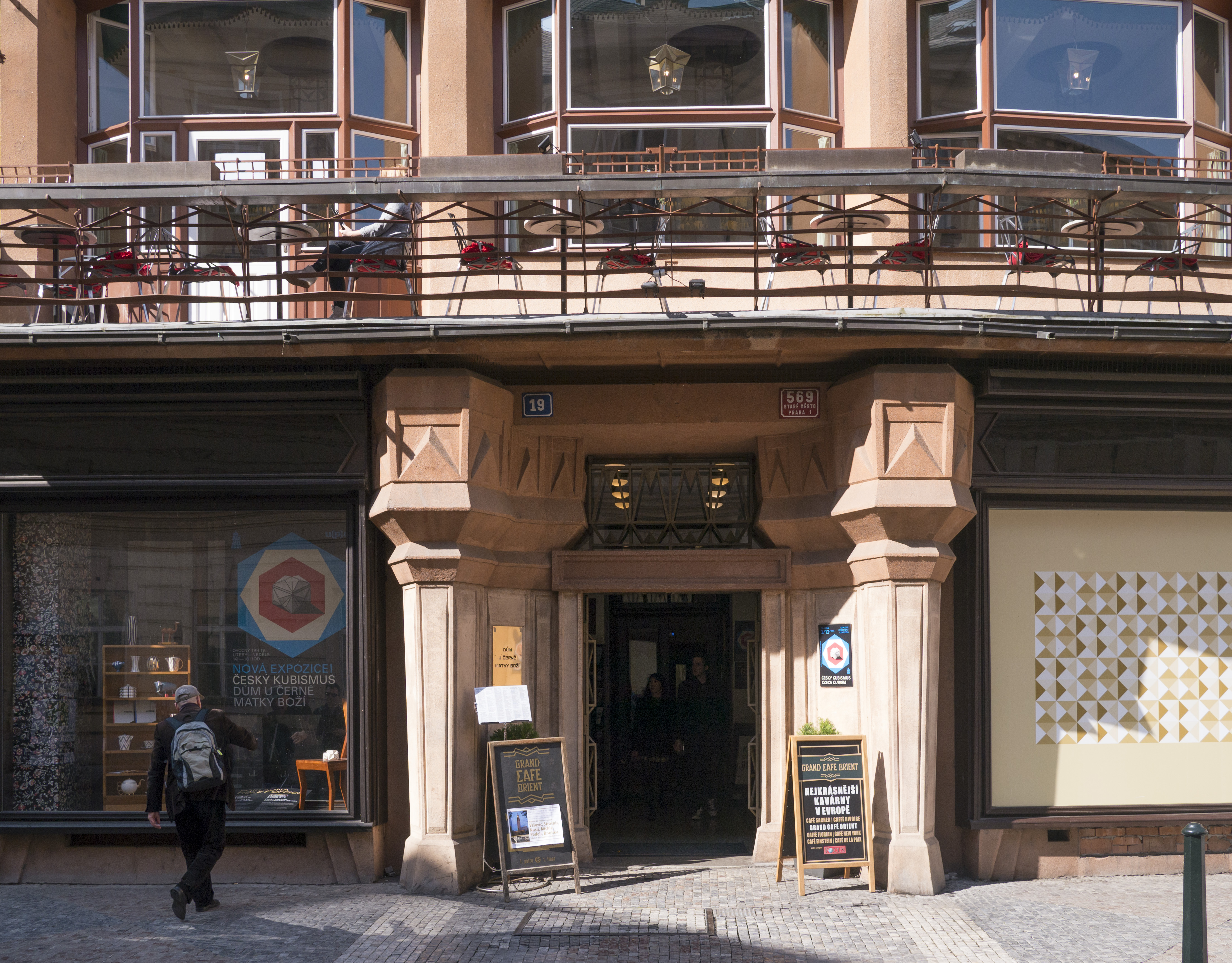
Eingangsbereich, darüber das Café
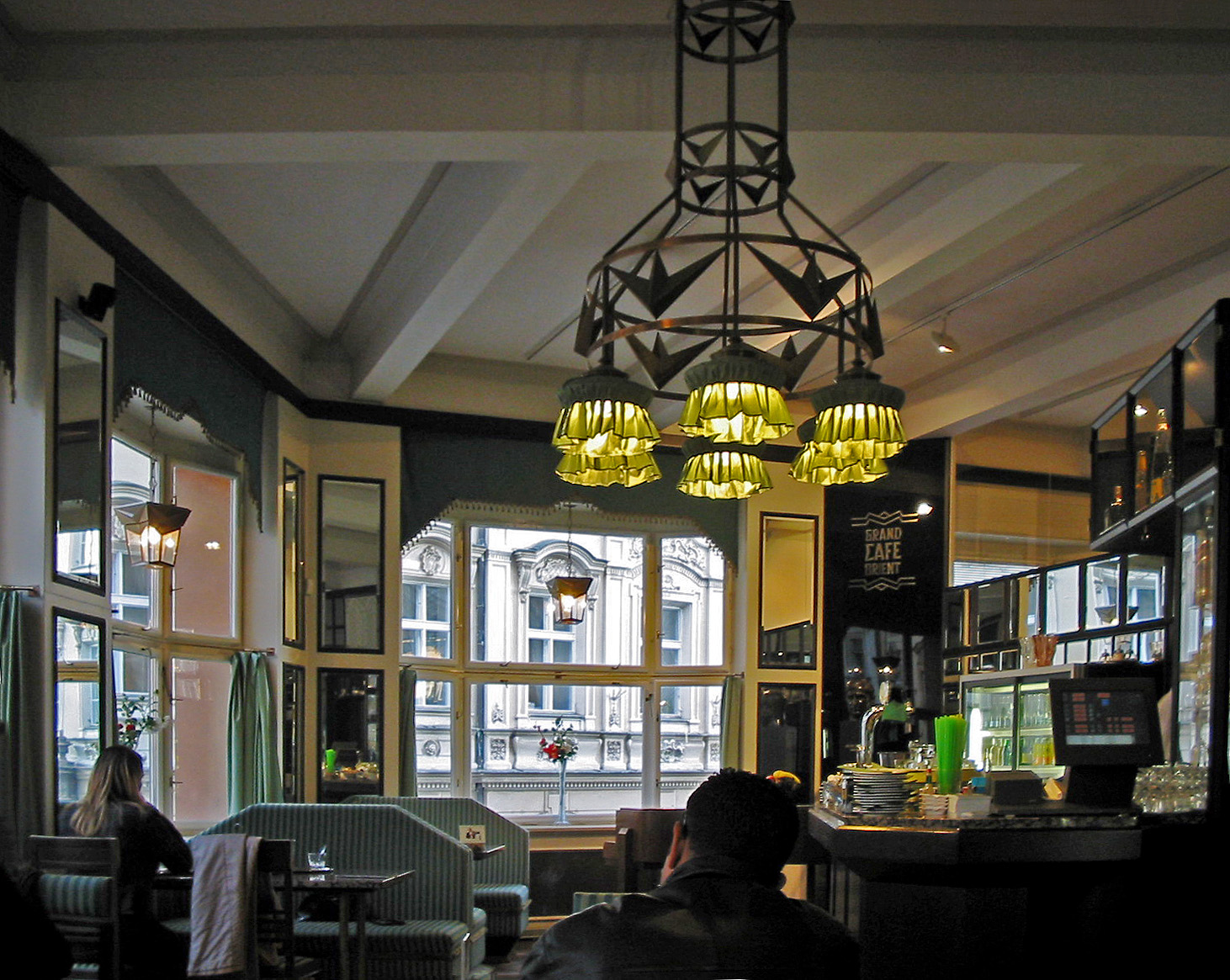
Café im ersten Stock